# Tanyproctus crinitus
Tanyproctus crinitus är en skalbaggsart som beskrevs av Rudolph Petrovitz 1971. Tanyproctus crinitus ingår i släktet Tanyproctus och familjen Melolonthidae. Inga underarter finns listade i Catalogue of Life.